# 伊比亚
伊比亚是巴西米纳斯吉拉斯州的一个市镇。总面积2707.582平方公里，总人口22069人，人口密度8.2人/平方公里。